# 沈鴻傑
沈鴻傑（1837年6月1日—1906年7月14日），譜名世俊，字德墨，福建省泉州府安溪縣金谷镇淵兜村人，後到臺灣府城（今臺南）發展，自此定居臺灣，為連橫的岳父。他曾與英國、德國商人合作，並為外商在臺灣代理紐西蘭海上保險，為臺灣有保險業之始。後來也曾在今南投集集開設「腦館」瑞興棧，經營樟腦業，事業有成之餘參與集集媽祖廟（廣盛宮）的重修。
19世紀時，傳統郊商逐漸弱化，臺灣貿易擴大至全世界，部分以新經營方式與外商合作或對抗的商人，變為新富階級，除了沈之外，許多以新經營方式與外商合作或對抗的商人，變為新富階級，臺北稻江李春生，臺南許遜榮，打狗的陳福謙、陳中和，苗栗黃南球等，都是這時代著名的企業家。
捐納大夫的官方文書名鴻傑。

## 生平
沈鴻傑為家中長子，家族世代經商，十三歲時便隨父親到廈門經商，後來更到過日本、安南（越南）、暹羅（泰國）、爪哇、印度、呂宋（菲律賓）、新加坡、海參威等地。同治五年（1866年）時搬到臺灣府城定居，家在北勢街（今台南市中西區神農街東段），是兩層樓五進的洋房。又二年，娶王鸞為妻。
之後沈鴻傑經營糖業，每年銷售數萬擔砂糖到天津、上海、寧波、香港等處，也曾與英國、德國商人合作經商，也經營紐西蘭海上保險的代理店，為臺灣保險業的開始。之後為改善製糖技術，他曾從德國採購新式設備，計畫在新營試辦，但因故中止。
他在光緒十年（1884）時到今天南投縣集集鎮一帶開設腦館瑞興棧，從事樟腦業，但後來因拒絕與霧峰林家林朝棟合作，其樟腦事業因而中衰。
光緒十二年與德國人合資開設瑞興洋行。
後來沈鴻傑的樟腦事業因劉銘傳的樟腦官賣制度在各國政府與商人向北京總理衙門施壓而告終後一度中興，光緒十八年（1892年）集集媽祖廟因颱風受創時曾任重修工程的董事，光緒二十年（1894年）竣工後，他與其他的重修董事們一同獻有「荷德如山」匾。但1895年之後，因沈鴻傑年事已高，長子沈柏齡早逝等原因，其事業又再次衰微。
沈鴻傑與王氏生有四子二女，大女兒幼名為“海鵝”，見於族譜，即沈筱雲（名諱沈璈，字少雲，筱雲）；有弟沈少鶴。1897年，24歲的沈筱雲嫁給20歲的連橫。
明治三十八年（光緒三十一年，1905年）春，沈鴻傑回安溪掃墓、祭祖，途經廈門時患病，七月病勢減緩後回臺為次子安排婚事，隔年六月十二日去世。